# Ghent Kangri
El Ghent Kangri, o Mount Ghent, Ghaint y, es con 7.401 m s. n. m., la tercera montaña más alta de las montañas Saltoro, una sección de la gran cordillera del Karakórum que se encuentra en la región de Siachen, cerca de Gilgit-Baltistán. Se encuentra muy cerca de la línea de control que separa las zonas controladas por los ejércitos indio y pakistaní en Cachemira.

## Nombre
Fue explorada por primera vez el 1912 por Fanny Bullock Workman y William Hunter Workman durante su expedición al Glaciar de Siachen. Fueron ellos quien le pusieron el nombre, en referencia al Tratado de Gante, firmado el 24 de diciembre de 1814 en Gante ( Bélgica).

## Localización
Se encuentra al oeste del glaciar de Siachen, en una zona que desde 1984 está bajo control de la India , al oeste de Ghent Kangri se encuentra el glaciar Kondusgletscher que pertenece a la región Gilgit-Baltistán del Pakistán. Al norte de la montaña, entre ambos glaciles,se encuentra el paso de alta montaña Sia La. La montaña tiene dos cumbres secundarias, el Ghent Kangri II, de 7.342 m y una prominencia de 322 metros, y el Ghent Kangri III, de 7.060 metros y una prominencia de únicamene 60 metros. Además se encuentran otros picos como los de Depak ( 7150 m) Chogron Kangri ( 6530 m ) Silverthrone ( 6600 m).

## Escaladas
El Ghent Kangri fue escalado por primera vez el 4 de junio de 1961 por Wolfgang Axt, miembro de una expedición austríaca liderada por Erich Waschak, que siguió la arista oeste. Axt escaló en solitario.
Según el Himalayan Index ha habido ascensiones a esta cumbre durante los años 1977, 1980 y 1984.

## Zona de conflicto
El conflicto de Siachen, es un conflicto militar entre la India y Pakistán sobre el glaciar de Siachen región de Cachemira . Un alto el fuego entró en vigor en 2003. El área contenciosa es de alrededor de 2.300 km², y cerca de 2.600 km² de territorio.  El conflicto comenzó en 1984 con la India por el éxito de la operación Meghdoot durante el cual se obtuvo el control sobre todo el glaciar de Siachen -área desocupada y no demarcada-. La India ha establecido el control sobre la totalidad de los 70 kilómetros de largo del glaciar de Siachen y todos sus glaciares tributarios, así como los tres principales pasos de las montañas de Saltoro, inmediatamente al oeste de la glaciares Sia La , Bilafond La , y Gyong La. Pakistán controla los valles de los glaciares inmediatamente al oeste de las montañas de Saltoro. de acuerdo con la revista Time, India obtuvo más de 3.000 km² del territorio debido a sus operaciones militares en Siachen.